# Marian Rutkowski (1923–2016)
Marian Rutkowski pseud. Osa (ur. 25 grudnia 1923 w Kielcach, zm. 16 września 2016 we Wrocławiu) – polski chemik, prof. zw. dr hab. inż., żołnierz Armii Krajowej i Brygady Świętokrzyskiej Narodowych Sił Zbrojnych.

## Życiorys
Od 1936 do momentu wybuchu II wojny światowej związany był ze Związkiem Harcerstwa Polskiego. W okresie okupacji niemieckiej, w latach 1942–1944 pracował w kieleckiej parowozowni. Był działaczem podziemia niepodległościowego w ramach Armii Krajowej, a następnie Brygady Świętokrzyskiej NSZ. Po wojnie był więziony i represjonowany przez UB. Był jednym z pierwszych powojennych absolwentów Wydziału Chemicznego Politechniki Wrocławskiej, gdzie następnie w 1951 podjął pracę w Katedrze Technologii Nafty i Paliw Płynnych, zaś od 1968 w Instytucie Chemii i Technologii Nafty i Węgla. W 1989 uzyskał tytuł profesora zwyczajnego. Specjalizował się w adsorpcji, katalizie i technologii ropy naftowej. W dorobku miał 91 patentów krajowych i zagranicznych.
Był współzałożycielem i wieloletnim prezesem honorowym Towarzystwa Ziemi Księskiej. Zmarł 16 września 2016. Został pochowany na cmentarzu przy ul. Opolskiej  we Wrocławiu.

## Wybrane odznaczenia
- Krzyż Komandorski Orderu Odrodzenia Polski[2]
- Krzyż Oficerski Orderu Odrodzenia Polski (przyznany przez Prezydenta RP na Uchodźstwie)[2]
- Krzyż Kawalerski Orderu Odrodzenia Polski[2]
- Medal Komisji Edukacji Narodowej[5]